# Sharon Stouder
Sharon Marie Stouder (Altadena, 9 november 1948 - 23 juni 2013) was een Amerikaans zwemmer.

## Biografie
Stouder won tijdens de Olympische Zomerspelen van 1964 gouden medaille medaille op de 100m vlinderslag door de Nederlandse Ada Kok te verslaan en haar wereldrecord afhandig te maken.
Stouder was onderdeel van de gouden Amerikaanse ploeg op de 4x100m wisselslag en 4x100m vrije slag. In beiden finales werd er een wereld record gezwommen. Op de 100m vrije slag won Stouder de zilveren medaille achter de Australische Dawn Fraser en was de tweede zwemster die de 100m vrije slag zwom binnen de minuut.

## Internationale toernooien
| Jaar | Olympische Spelen                                                          | Pan-Amerikaanse Spelen                |
| ---- | -------------------------------------------------------------------------- | ------------------------------------- |
| 1963 |                                                                            | 4x100m vrije slag · 4x100m wisselslag |
| 1964 | 100m vrije slag · 100m vlinderslag · 4x100m vrije slag · 4x100m wisselslag |                                       |

1956: Shelley Mann ·
1960: Carolyn Schuler ·
1964: Sharon Stouder ·
1968: Lyn McClements ·
1972: Mayumi Aoki ·
1976: Kornelia Ender ·
1980: Caren Metschuck ·
1984: Mary T. Meagher ·
1988: Kristin Otto ·
1992: Qian Hong ·
1996: Amy Van Dyken ·
2000: Inge de Bruijn ·
2004: Petria Thomas ·
2008: Libby Trickett ·
2012: Dana Vollmer ·
2016: Sarah Sjöström ·
2020: Margaret MacNeil · 
2024: Torri Huske
1912: Moore, Fletcher, Speirs, Steer ·
1920: Woodbridge, Schroth, Guest, Bleibtrey ·
1924: Donnelly, Ederle, Lackie, Wehselau ·
1928: Lambert, Osipowich, Saville, Norelius ·
1932: Johns, Saville, McKim, Madison ·
1936: Selbach, Wagner, den Ouden, Mastenbroek ·
1948: Corridon, Kalama, Helser, Curtis ·
1952: I. Novák, Temes, É. Novák, Szőke ·
1956: Fraser, Leech, Morgan, Crapp ·
1960: Spillane, Stobs, Wood, von Saltza ·
1964: Stouder, de Varona, Watson, Ellis ·
1968: Barkman, Gustavson, Pedersen, Henne ·
1972: Babashoff, Barkman, Kemp, Neilson ·
1976: Peyton, Sterkel, Babashoff, Boglioli ·
1980: Krause, Metschuck, Diers, Hülsenbeck ·
1984: Johnson, Steinseifer, Torres, Hogshead ·
1988: Otto, Meißner, Hunger, Stellmach ·
1992: Haislett, Martino, Thompson, Torres ·
1996: Martino, Van Dyken, Fox, Thompson ·
2000: Van Dyken, Shealy, Thompson, Torres ·
2004: Mills, Lenton, Thomas, Henry ·
2008: Dekker, Kromowidjojo, Heemskerk, Veldhuis ·
2012: Coutts, C. Campbell, Elmslie, Schlanger ·
2016: McKeon, Elmslie, B. Campbell, C. Campbell ·
2020: B. Campbell, Harris, McKeon, C. Campbell ·
2024: O'Callaghan, Jack, McKeon, Harris
1960: Burke, Kempner, Schuler, von Saltza ·
1964: Ferguson, Goyette, Stouder, Ellis ·
1968: Hall, Ball, Daniel, Pedersen ·
1972: Belote, Carr, Deardurff, Neilson ·
1976: Richter, Anke, Pollack, Ender ·
1980: Reinisch, Geweniger, Pollack, Metschuck ·
1984: Andrews, Caulkins, Meagher, Hogshead ·
1988: Otto, Hörner, Weigang, Meißner ·
1992: Loveless, Nall, Ahmann-Leighton, Thompson ·
1996: Botsford, Beard, Martino, Van Dyken ·
2000: Bedford, Quann, Thompson, Torres ·
2004: Rooney, Jones, Thomas, Henry ·
2008: Seebohm, Jones, Schipper, Trickett ·
2012: Franklin, Soni, Vollmer, Schmitt ·
2016: Baker, King, Vollmer, Manuel ·
2020: K. McKeown, Hodges, E. McKeon, Campbell ·
2024: Smith, King, Walsh, Huske